# Schrödter-Haus

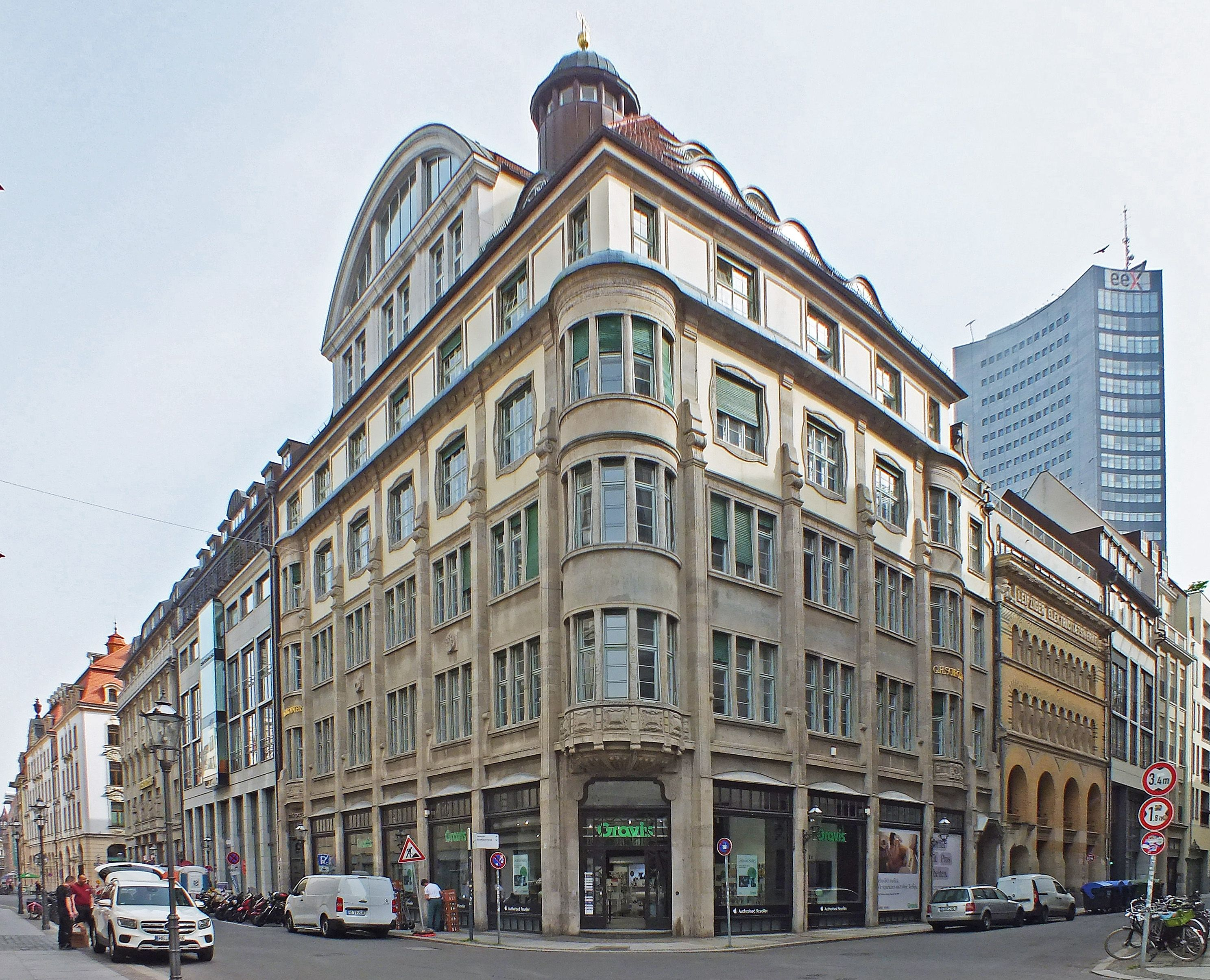
Schrödter-Haus (2024)

Das Schrödter-Haus ist ein Büro- und Geschäftshaus im Zentrum von Leipzig. Es hat die Anschrift Neumarkt 31/33 und ist das Eckhaus zur Magazingasse. Es steht unter Denkmalschutz.

## Geschichte
1874 gründete Gottlob Heinrich Schrödter in Leipzig eine Textilhandlung, die 1900 an seinen Sohn Georg Heinrich Schrödter überging. Schrödter belieferte aus seinem „Special-Haus für Möbelstoffe, Teppiche, Gardinen, Dekorationsstoffe und Linoleum“ Handwerker und Privatkunden. Nach seinem Tod 1932 übernahm seine Witwe das Geschäft, das 1959 aufgelöst wurde.

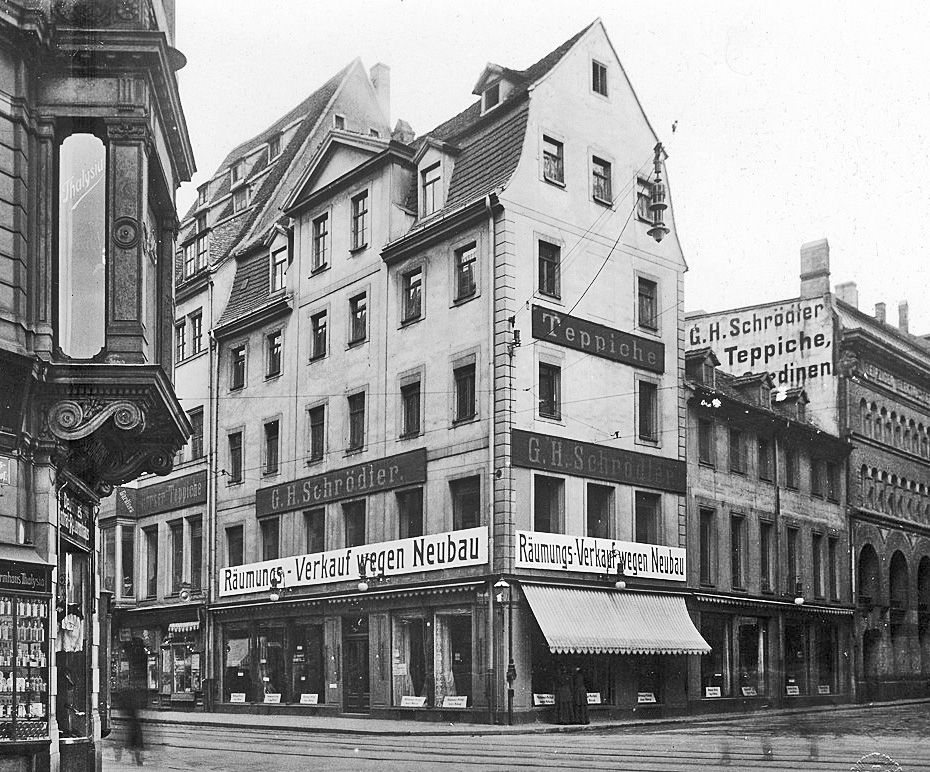
Der Vorgängerbau (1911)

In den Jahren 1912/1913 ließ sich Georg Heinrich Schrödter nach Plänen des Leipziger Architekten Emil Franz Hänsel (1870–1943) ein Geschäftshaus erbauen, das auch bald Schrödter-Haus genannt wurde. Für seine Errichtung wurde ein erst 1906 entstandenes Gebäude abgerissen.
Im Zweiten Weltkrieg blieb das Schrödter-Haus weitestgehend verschont, während das linke Nachbarhaus (Neumarkt 29) zerstört wurde. Von 1948 bis 1975 war das in der Petersstraße ausgebombte Spielwarengeschäft Hinkel & Kutschbach Mieter im Schrödter-Haus.
1993/1994 entstand in der aus dem Zweiten Weltkrieg herrührenden Baulücke ein postmoderner Neubau, der nun zum Schrödter-Haus zählt und mit diesem auch funktionell verbunden ist. Da das Schrödter-Haus zu Leerstand neigte, wurde 2012/2013 insbesondere der Altbauteil umfassend saniert und modernisiert, unter anderem mit der Einrichtung einer Konferenzlounge.

## Architektur

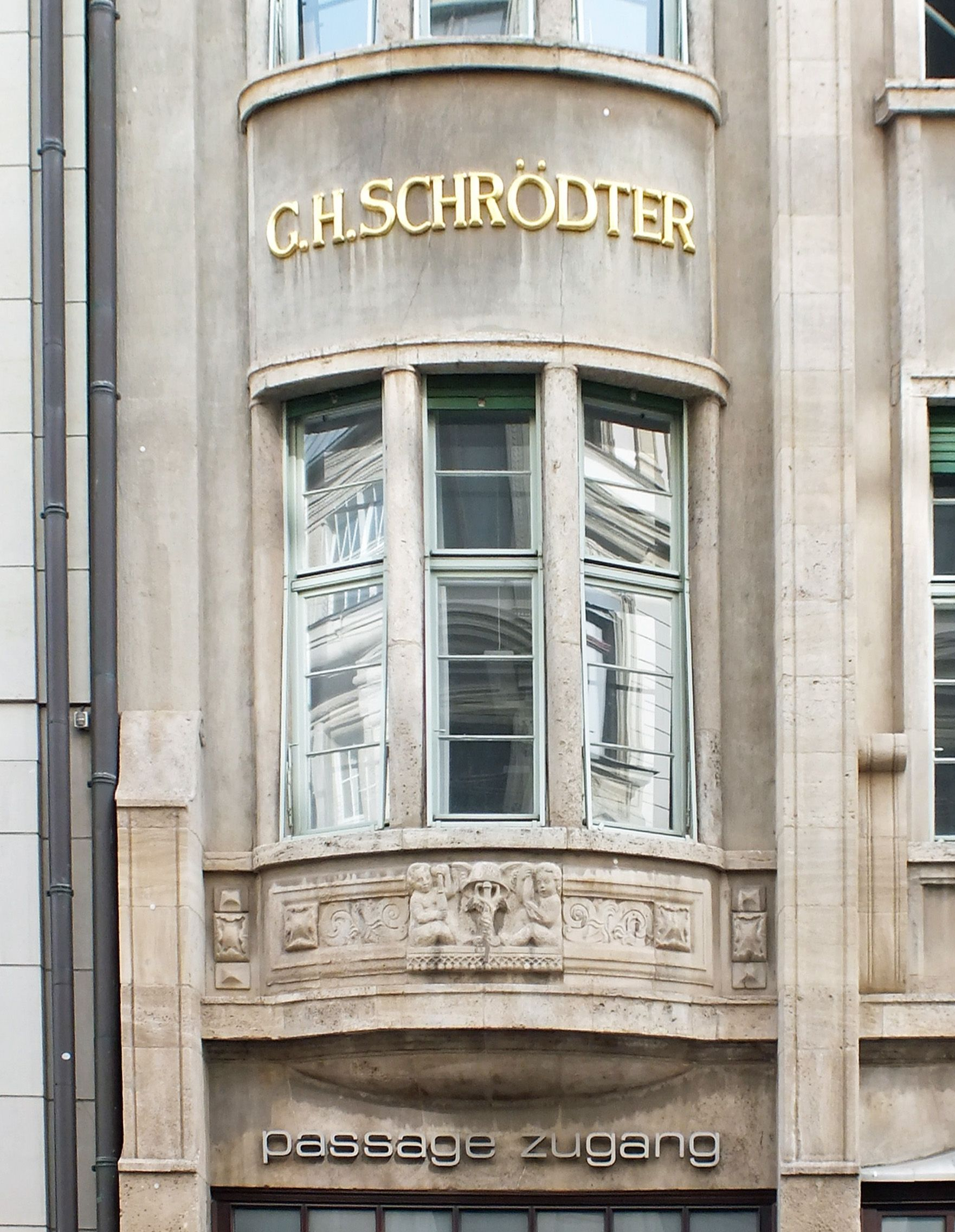
Namenszug (2024)
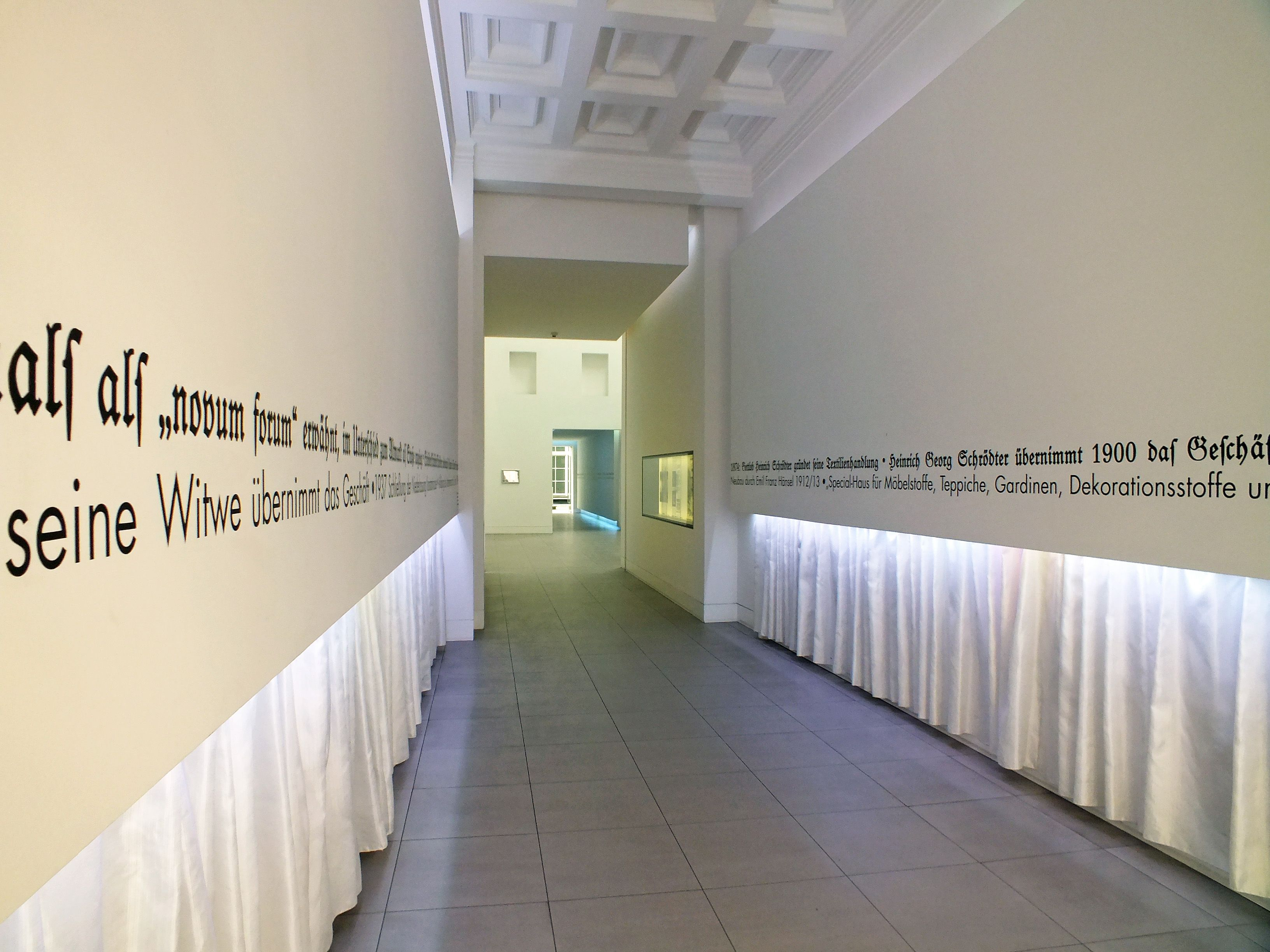
Passage (2024)
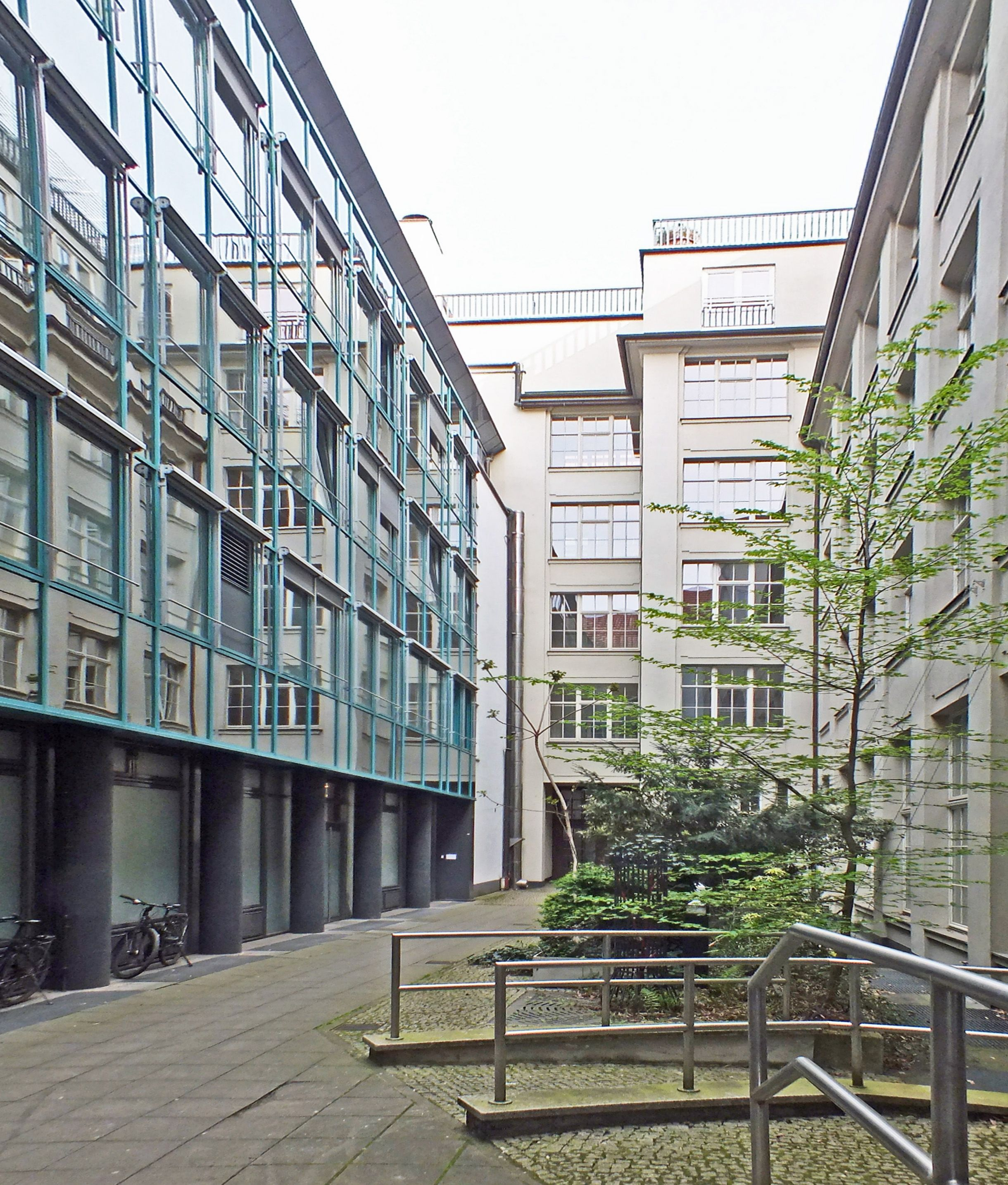
Lichthof (2024)

Das ursprüngliche Schrödter-Haus ist ein fünfgeschossiges Eckhaus im Reformstil mit einem Stahlbetonskelett, das durch rückwärtige Neubauten zu einem Komplex mit zwei Lichthöfen ergänzt wurde. Es besitzt fünf durch flache Pilaster gegliederte Fensterachsen zum Neumarkt und drei zur Magazingasse, ergänzt durch einen Runderker an der Ecke und flache Segmentbogenerker mit dem Schrödterschen Namenszug an den Enden. Erdgeschoss, erste und zweite Etage zeigen eine Kalkstein- und die oberen beiden Etagen eine Putzfassade. Auf dem Walmdach weist ein Zwerchhaus mit Segmentbogen zum Neumarkt, während sich auf der Südseite fünf Fledermausgauben befinden. Auf dem Dachfirst sitzt ein kleiner Rundturm mit Haube und Wetterfahne auf. Durch das Haus führt eine Passage, durch die man über die Lichthöfe zur Magazingasse und zur Kupfergasse gelangen kann.